# Gary Carr (acteur)
Pour les articles homonymes, voir Gary Carr et Carr.
Gary Carr est un acteur et danseur britannique né le 11 décembre 1986 à Londres en Angleterre.
Il est notamment connu pour son rôle de l'agent Fidel Best dans la série franco-britannique Meurtres au paradis de 2011 à 2014.

## Biographie

### Enfance et formation
Gary Carr est né le 11 décembre 1986 à Londres, Angleterre. Son père est originaire de Trinité-et-Tobago où il est DJ, puis devient professeur en technologies de l'information et de la communication, lorsqu'il déménage au Royaume-Uni.
À l'âge de 5 ans, il commence à suivre des cours de danse et d'acteur. Âgé de 7 ans, sa mère l'accompagne à un casting pour la comédie musicale Le Roi et moi d'Oscar Hammerstein II et Richard Rodgers dans le West End de Londres, et le jeune garçon remporte le rôle.
À l'âge de 14 ans, il rejoint l'association National Youth Theatre puis intègre l'Arts Education Performing Arts College (en) à Londres. Il a un coup de foudre pour la danse contemporaine et se fait remarquer de la directrice du département de la danse. Il fait ensuite partie de différentes troupes de danse dont celles de Martha Graham et de Alvin Ailey.
En 2005, il intègre pour une durée de quatre ans la London Academy of Music and Dramatic Art pour se former au théâtre.

### Carrière
En 2009 - 2010, il joue l'un des rôles principaux de la pièce Nation, une adaptation par Mark Ravenhill du roman Nation de Terry Pratchett. La pièce est retransmise en direct au cinéma le 30 janvier 2010 dans le cadre du programme National Theatre Live. La même année, il fait partie du casting de la pièce Earthquakes in London (en) de Mike Bartlett (en) au Cottesloe Theatre du Royal National Theatre et débute à la télévision dans Holby City.
Pendant plusieurs mois, il ne reçoit aucune offre et doit travailler comme barman en attendant un coup de fil.
En 2011, il fait partie du casting de la série franco-britannique Meurtres au paradis en tant que l'agent puis le sergent Fidel Best aux côtés de Ben Miller et Sara Martins. Il quitte la série en 2014 à la fin de la troisième saison et est remplacé par Joséphine Jobert.
En 2013, il est le premier acteur noir à intégrer le casting de Downton Abbey pour jouer le rôle du chanteur de jazz Jack Ross dans quelques épisodes de la quatrième saison.
Début 2014, il joue le rôle d'Ade aux côtés de Russell Tovey dans la pièce The Pass de John Donnelly au Royal Court Theatre.
En 2017, il tourne dans une salve d'épisodes de The Deuce.
En 2019, il joue au cinéma dans Manhattan Lockdown de Brian Kirk et à la télévision dans Modern Love et The Good Fight.
En 2022, il obtient un rôle dans la série Périphériques, les mondes de Flynne, avec Chloë Grace Moretz, Katie Leung et Charlotte Riley.

## Filmographie

### Cinéma

#### Longs métrages
- 2015 : Bolden! de Dan Pritzker : Buddy Bolden
- 2019 : Manhattan Lockdown (21 Bridges) de Brian Kirk : Hawk

#### Courts métrages
- 2009 : Klink Klankde Robert Reina : Dean
- 2014 : Last Days de Jo Smyth : Gabriel

### Télévision

#### Séries télévisées
- 2009 : Holby City : Devon Frost
- 2009 : Londres, police judiciaire (Law and Order : UK) : PC Wheeler
- 2010 : Foyle's War : Paul Jennings
- 2010 / 2012 : Affaires non classées : Un employé de bureau / Myers
- 2011 : Planet of the Apemen: Battle for Earth (en) : Jala
- 2011 - 2014 : Meurtres au paradis (Death in Paradise) : Agent Fidel Best / Sergent Fidel Best
- 2012 : Inspecteur George Gently (Inspector George Gently) : Joseph Kenny
- 2013 : Bluestone 42 : Caporal-Chef Christian "Millsy" Mills
- 2013 : Downton Abbey : Jack Ross
- 2017 : The Deuce : C.C.
- 2019 : Modern Love : Jeff
- 2019 : The Good Fight : lui-même
- 2020 : Trigonometry : Kieran
- 2022 : Périphériques, les mondes de Flynne (The Peripheral) : Wilf Netherton

## Théâtre
- 2009 - 2010 : Nation, adaptation par Mark Ravenhill du roman Nation de Terry Pratchett, mise en scène Melly Still (en) : Mau (Royal National Theatre à Londres)

- 2010 : Earthquakes in London (en) de Mike Bartlett (en), mise en scène Rupert Goold : Tom (Cottesloe Theatre du Royal National Theatre)
- 2011 : Frankenstein's Wedding... Live in Leeds (en), adaptation musicale par Chloe Moss du roman Frankenstein ou le Prométhée moderne de Mary Shelley, mise en scène Colin Teague : Giles

- 2014 : The Pass de John Donnelly, mise en scène John Tiffany : Ade (Royal Court Theatre)